# Хагалин, Гвюдмюндюр
Гвюдмюндюр Гисласон Ха́галин (исл. Guðmundur Gíslason Hagalín; 10 октября 1898, Локинхамрар, Аднар-фьорд, Вестфирдир — 26 февраля 1985, Акранес, Исландия) — исландский писатель.

## Биография
Родился в семье богатого рыбака-крестьянина. Мать — Гвюдни Гвюдмюндсдоуттир Хагалин (Guðný Guðmundsdóttir Hagalín; 1878—1952).
Работал и сам рыбаком.
Учился в Рейкьявикской средней школе второй ступени.
В 1924—1927 жил в Норвегии, читал лекции по Исландии, стал социал-демократом. Работал журналистом, редактором, парламентским секретарём, почтовым работником, учителем, библиотекарем, был членом городского совета.

## Творчество
С середины 1920-х годов занялся профессиональным литературным творчеством.
Значительный романист Исландии, с большим юмором изображавший жизнь моряков и простых людей и тяготевший к реализму и социализму.
Популярность Г. Хагалину принесли романы и рассказы, в которых он поднимает актуальные общественные темы.
В реалистических романах — «В западных фиордах» («Vestan úr fjörð um», 1924), «Поджигатели» («Brennumenn», 1927) и «Стурла из Вогара» («Sturla í Vogum», 1938) описал борьбу представителей старого и нового века, проникновение в среду рыбаков социалистических идей.
Простым людям Исландии посвящены романы «Криструн из Хамравика» («Kristrún í Hamravík», 1933) и «Кротость мира» («Blítt lætur verölðin», 1943).
Г. Хагалин — автор сборников рассказов из жизни исландских рыбаков и крестьян — «Всякая погода
трудна» («Veður öll válynd», 1925), «Бог и счастье» («Guð og lukkan», 1929), «Товарищи по путешествию» («Förunautar», 1943), книги об оккупации Исландии «Мать Исландия» («Móðir Ísland», 1945), а также биографических произведений о видных представителях Исландии «Будни» («Virkir dagar», 1936—1938) и «История Элдей-Хьялта» («Saga Eldeyjar-Hjalta», 1939).
Действие многих произведений писателя происходит в Вестфирдире.